# 环丙三酮
环丙三酮也称为“三环丙烷”， 是一种碳氧化物，其分子式为C3O3。该化合物可看作是环丙烷的三羰基取代物，也可视为一氧化碳的三聚物。
三酮环丙烷具有热力学上的不稳定性。直至2010年，环丙三酮仍不能被大量合成。但已有研究利用质谱法检测出了合成的少量环丙三酮。一般文献中提及的水和环丙三酮指的可能是另一种化合物——六羟基环丙烷（也称为“环丙烷-1,1,2,2,3,3-六醇”）。

## 相关物质
三角酸根离子（C3O32-）拥有类似环戊五酮的结构。三角酸早在20世纪70年代已被合成。